# Узбецька мова
Узбе́цька мо́ва (узб. Oʼzbek tili) — одна з тюркських мов. Поширена в Узбекистані, а також у Казахстані, Киргизстані, Туркменістані, Таджикистані, північному Афганістані та на північному заході Китаю.       Згідно з академічними джерелами, близько 35 мільйонів людей у світі розмовляють узбецькою мовою
Сформована на базі трьох мовних спільнот — кипчацької, огузької та карлуко-чигиле-уйгурської, узбецька мова багата діалектами. Говірки — ташкентська, самаркандська, бухарська, ферганська, хорезмська — значно відрізняються одна від одної.
Характерною рисою узбецької мови порівняно з іншими тюркськими мовами є відсутність сингармонізму. Лексика налічує великий шар перських та таджицьких запозичень.
Староузбецька мова сформувалася до 15 сторіччя, чому значною мірою сприяла творчість поета Алішера Навої.
В основу сучасної літературної мови покладено говірки Ташкенту та Фергани зі значним впливом староузбецької мови.

## Узбецька абетка
До 1927 року узбецька мова записувалася арабською абеткою, потім латинською, а починаючи з 1940 року в часи Узбецької РСР кирилицею. З 1992 року офіційною є абетка, що базується на англійському варіанті латинки (з двознаками «ch», «sh», із «j» для звуку ʤ і «i» як для i, так і для ɨ). Узбеки Китаю та Афганістану користуються арабською абеткою.
| Арабська   | Кирилиця | Латиниця | Вимова IPA |
| ---------- | -------- | -------- | ---------- |
| ﺍ, ه       | А а      | A a      | a, æ       |
| ﺏ          | Б б      | B b      | b          |
| چ          | Ч ч      | Ch ch    | ʧ          |
| ﺩ          | Д д      | D d      | d          |
| ﻩ          | Е е      | E e      | ɛ, e       |
| ﻑ          | Ф ф      | F f      | f          |
| گ          | Г г      | G g      | ɡ          |
| ﻍ          | Ғ ғ      | G‘ g‘    | ɣ          |
| ﺡ, ﻩ       | Ҳ ҳ      | H h      | h          |
| ی          | И и      | I i      | i, ɨ, ɪ    |
| ﺝ, ژ       | Ж ж      | J j      | ʤ, ʒ       |
| ﻙ          | К к      | K k      | k'         |
| ﻕ          | Қ қ      | Q q      | q          |
| ﻝ          | Л л      | L l      | l          |
| ﻡ          | М м      | M m      | m          |
| ﻥ          | Н н      | N n      | n          |
| ﺍ          | О о      | O o      | ɒ          |
| ﻭ          | Ў ў      | O‘ o‘    | o, ø       |
| پ          | П п      | P p      | p          |
| ﺭ          | Р р      | R r      | r          |
| ﺙ, ﺱ, ﺹ    | С с      | S s      | s          |
| ﺵ          | Ш ш      | Sh sh    | ʃ          |
| ﺕ, ﻁ       | Т т      | T t      | t          |
| ﻭ          | У у      | U u      | u, y       |
| ﻭ          | В в      | V v      | v, w       |
| ﺥ          | Х х      | X x      | x, χ       |
| ی          | Й й      | Y y      | j          |
| ﺫ, ﺯ, ﺽ, ﻅ | З з      | Z z      | z          |
| ء, ع       | Ъ ъ      | ’        | ʔ          |

- Кириличним літерам Ё ё, Ю ю, Я я відповідають латинські двознаки Yo yo, Yu yu, Ya ya.
- Кириличній літері Е е на початку слова відповідає латинський двознак Ye ye.
- Кириличній літері Ц ц відповідає Ts ts чи літера S s, в залежності від позиції в слові.
- Кириличному двознакові сҳ у латинській абетці відповідає s'h.
- Кириличній літері Э э відповідає латинська літера E e.

## Джерело
В. Н. Ярцева и др. Лингвистический энциклопедический словарь, Москва, «Советская энциклопедия», 1990.

## Приклад
«Заповіт» Т. Г. Шевченка узбецькою мовою: (переклад Хаміда Алімджана)
| латинською абеткою | кириличною абеткою |
| --- | --- |
| Vasiyat O‘lsam mening jasadim Ukrainaga ko‘milsin: Qabrim u keng dalaning Eng o‘rtasida bo‘lsin. Poenii yuq ona-yer Va zangori Dnepr Ko‘rinib tursin menga, Vag‘illab oqqan daryo Bilinib tursin menga! Dushman konini daryo Yuvib oqizgan zamon, Ko‘zg‘alarman qabrimdan: Chiqib oliy dargohga, Xudoga topinarman. Kelmay turib o‘sha kun, Xudo yo‘kdir men uchun! Ko‘ming-u, ko‘zg‘ang isyon, Kishanlar kul-kul bo‘lsin. Erk jangida dushmanning Qora qoni to‘kilsin. So‘ng ulug‘ oilada Boshlangiz erkin hayot. Sekingina meni ham Yod etib qilingiz shod. | Васият Ўлсам менинг жасадим Украинага кўмилсин: Қабрим у кенг даланинг Энг ўртасида бўлсин. Поении йуқ она-ер Ва зангори Днепр Кўриниб турсин менга, Вағиллаб оққан дарё Билиниб турсин менга! Душман конини дарё Ювиб оқизган замон, Кўзғаларман қабримдан: Чиқиб олий даргоҳга, Худога топинарман. Келмай туриб ўша кун, Худо йўкдир мен учун! Кўминг-у, кўзғанг исён, Кишанлар кул-кул бўлсин. Эрк жангида душманнинг Қора қони тўкилсин. Сўнг улуғ оилада Бошлангиз эркин ҳаёт. Секингина мени ҳам Ёд этиб қилингиз шод. |

```
(
Джерело
: Т.Г.Шевченко, 

Заповіт мовами народів світу, 
К., «Наукова думка», 1989)
```